# Museu Nacional de San Carlos
El Museu Nacional de San Carlos és un museu d'art nacional mexicà dedicat a l'art europeu, situat al barri de Cuauhtémoc a la Ciutat de Mèxic. El museu es troba al Palau del Comte de Buenavista, un edifici neoclàssic al Puente de Alvarado núm. 50, Colònia Tabacalera, Ciutat de Mèxic. Conté obres de Lucas Cranach el Vell, Parmigianino, Frans Hals, Anton van Dyck, Jean Auguste Dominique Ingres, Auguste Rodin i altres pintors i escultors europeus coneguts.

## Institució

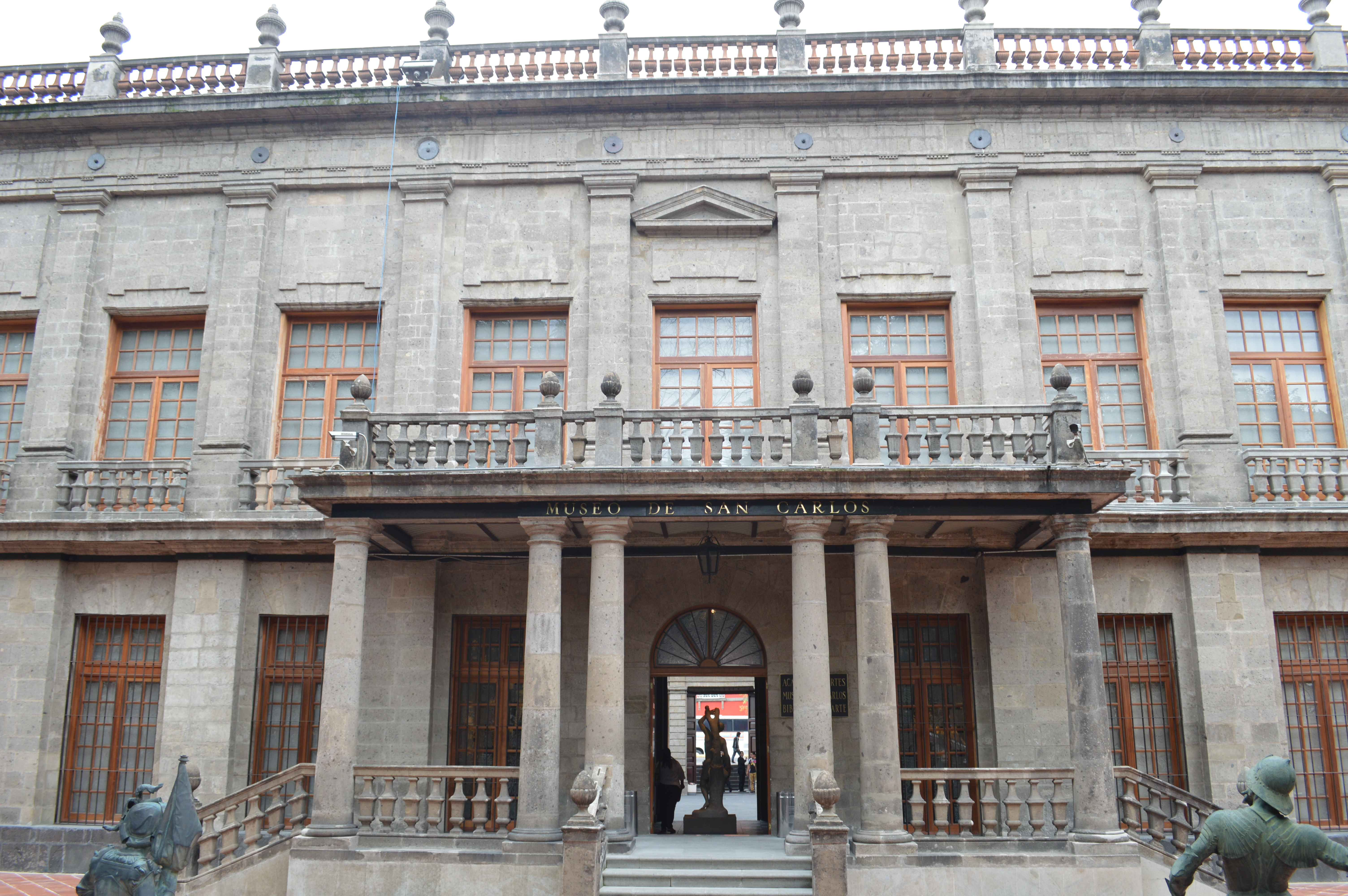
Entrada

El museu va ser fundat el 1968 per l'Institut Nacional de Belles arts i Literatura per acollir la col·lecció d'art europeu.
- Camp[1]
- Moctezuma[2]

## La col·lecció

### Pintures

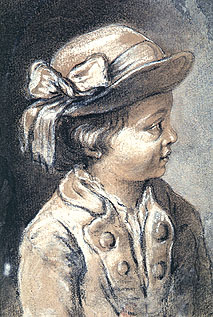
&François Boucher, retrat d'un nen amb barret, segle 18
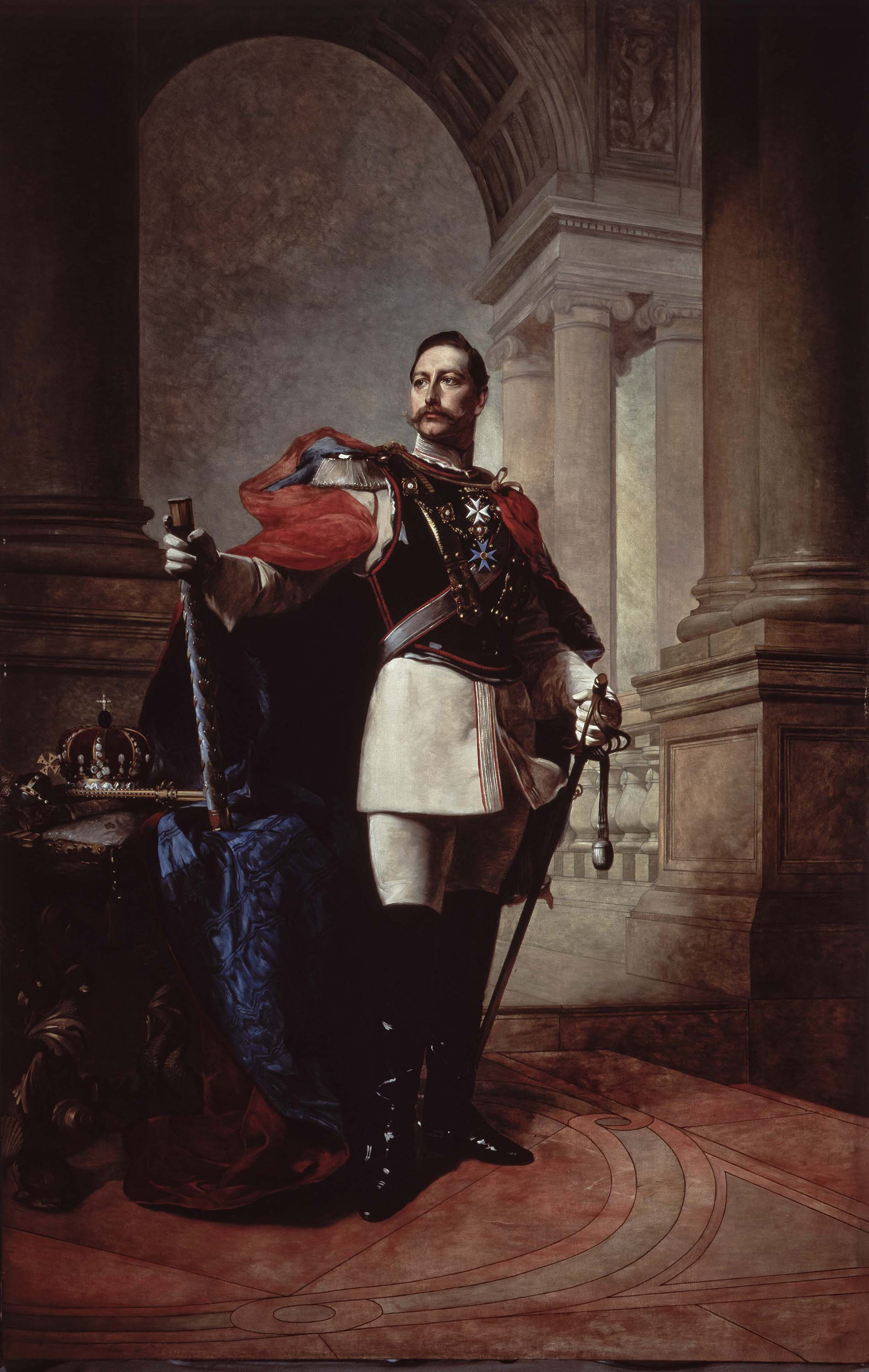
Max Koner, retrat de l'emperador Wilhelm II d'Alemanya, 1904
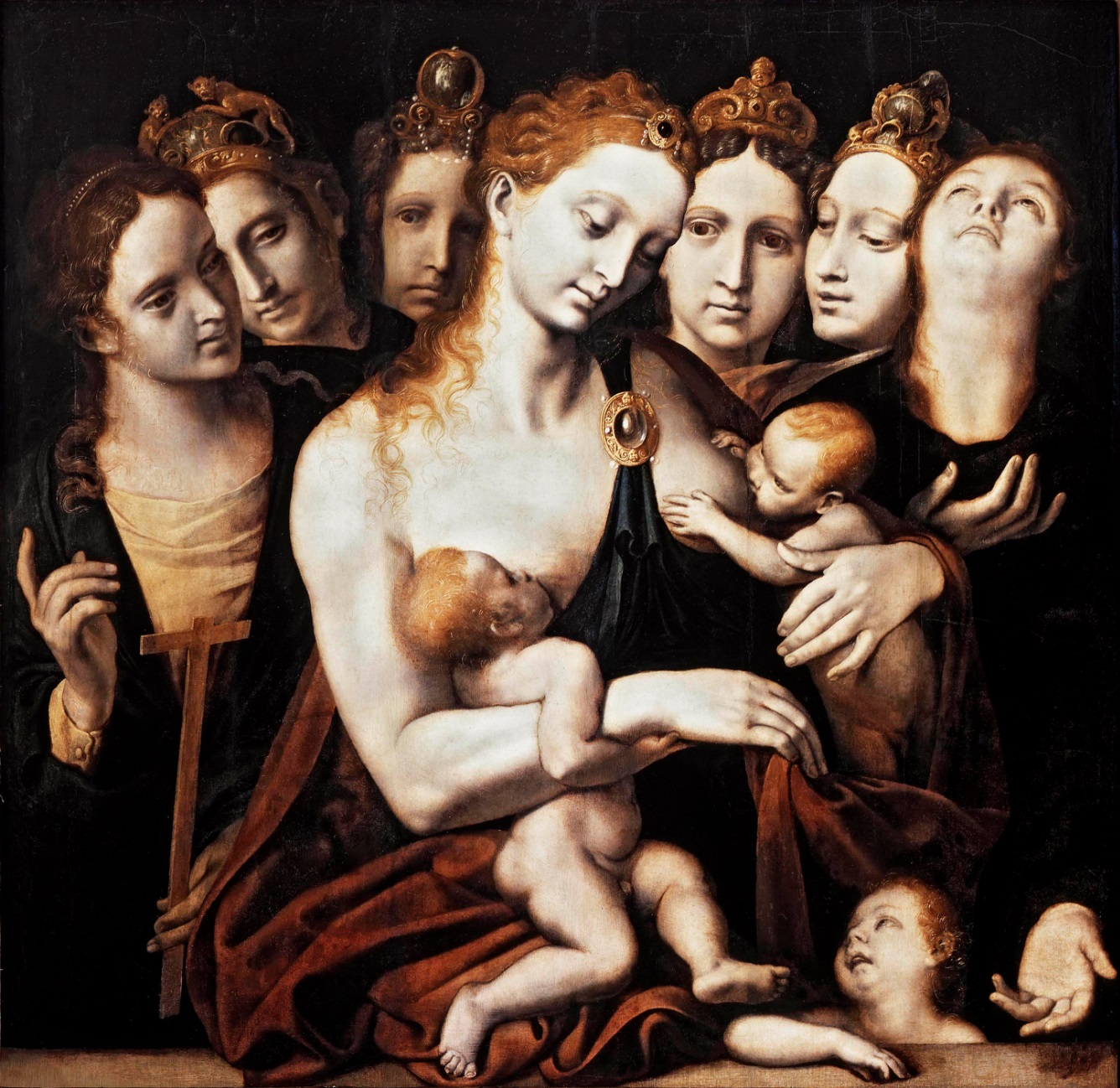
Pedro Campaña, Les set virtuts, ca. 1550
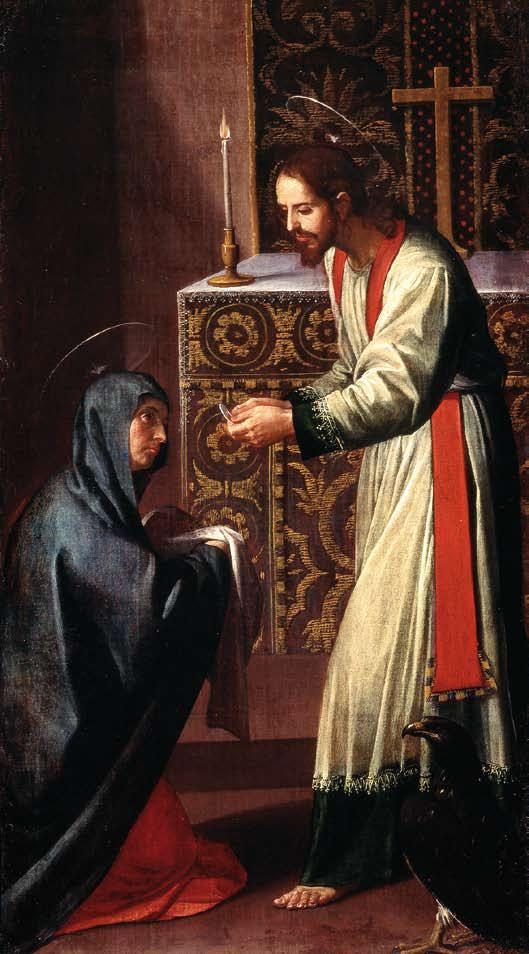
Alonzo Cano, Juan l'Evangelista fa la comunió a la Verge, segle XVII
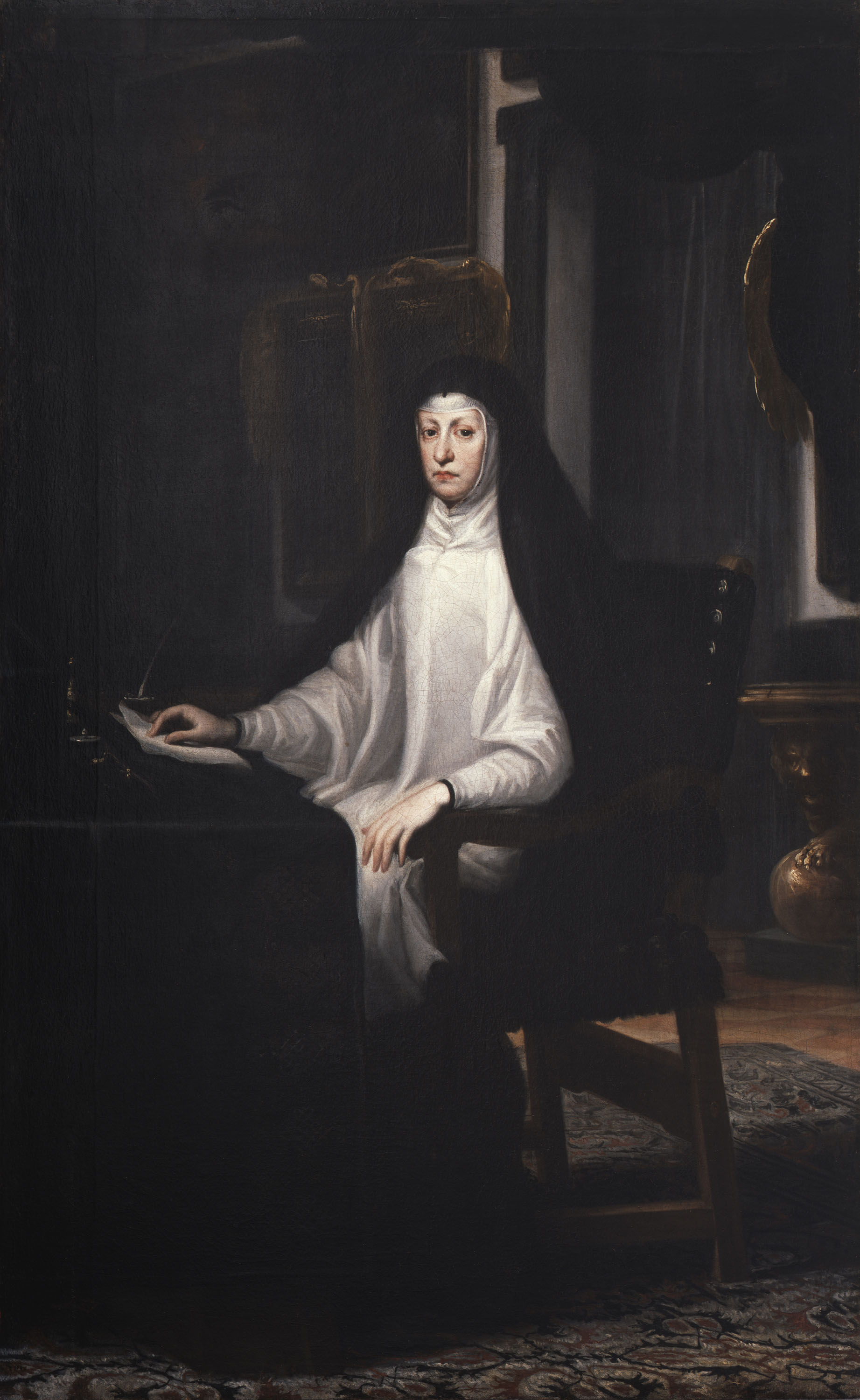
Juan Carreño de Miranda, Reina Mariana d'Àustria, 1673
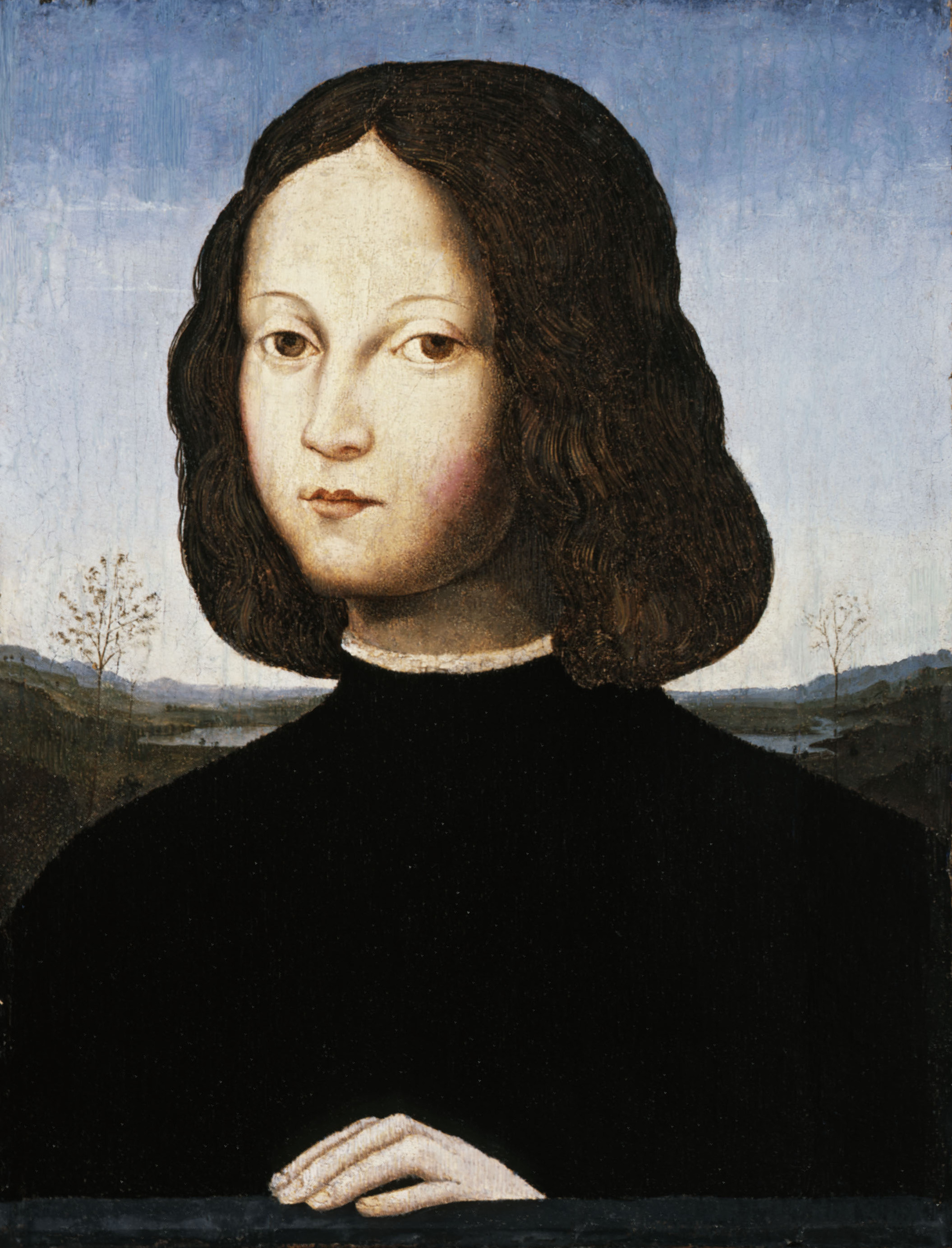
Atribuït a Piero di Cosimo, Retrat d'un nen, ca. 1500
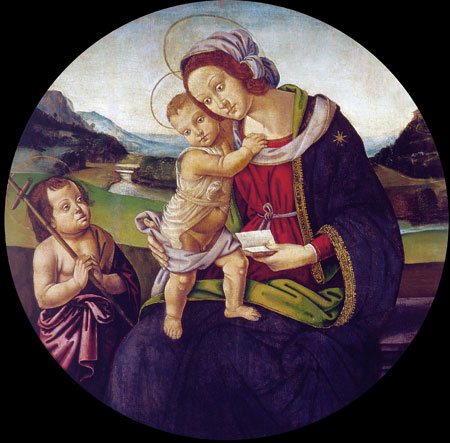
Atribuït a Piero di Cosimo, La Verge, nen Jesús i Juan el Baptista, ca. 1500
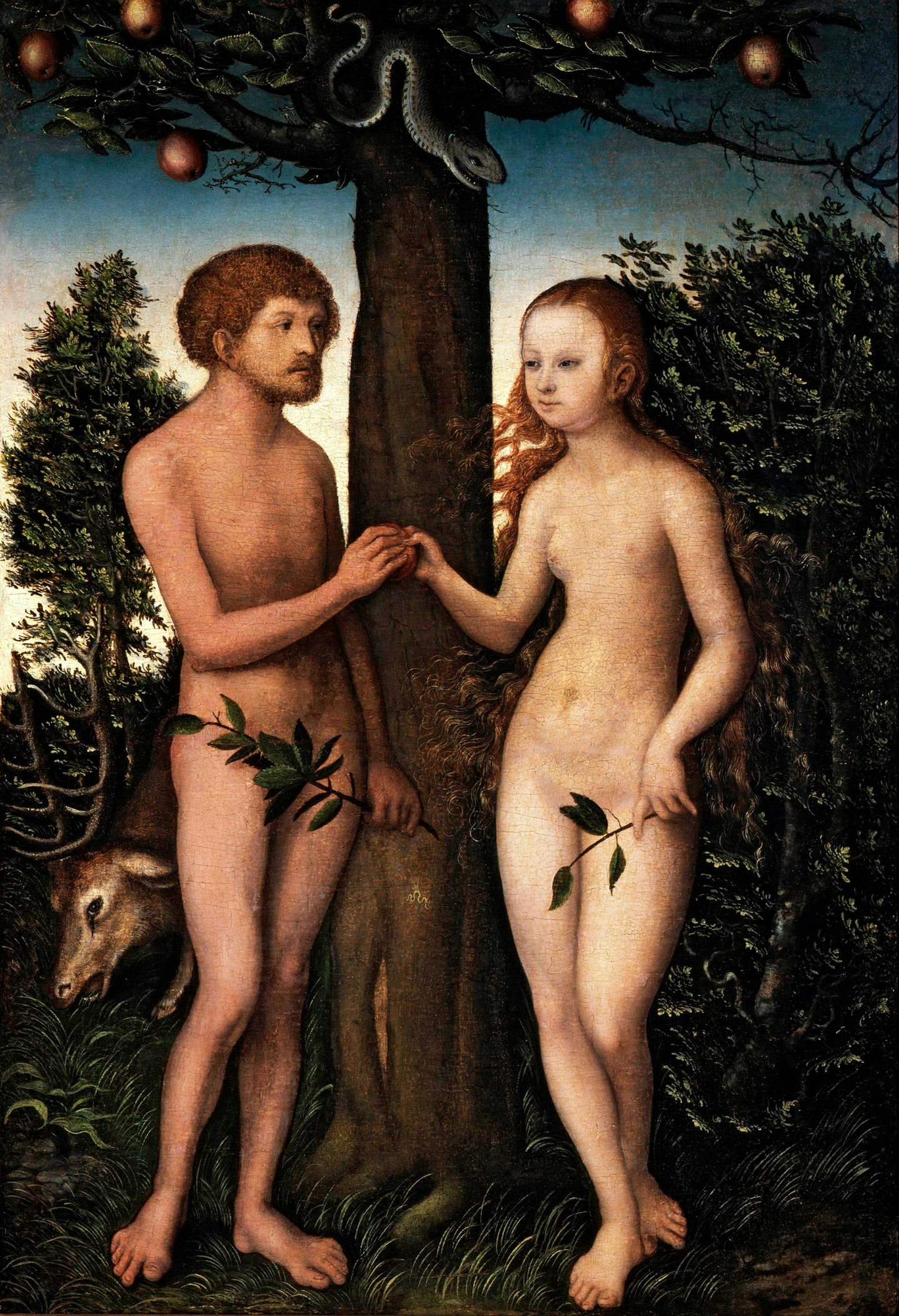
Lucas Cranach el Vell, Adán i Eva, 1530
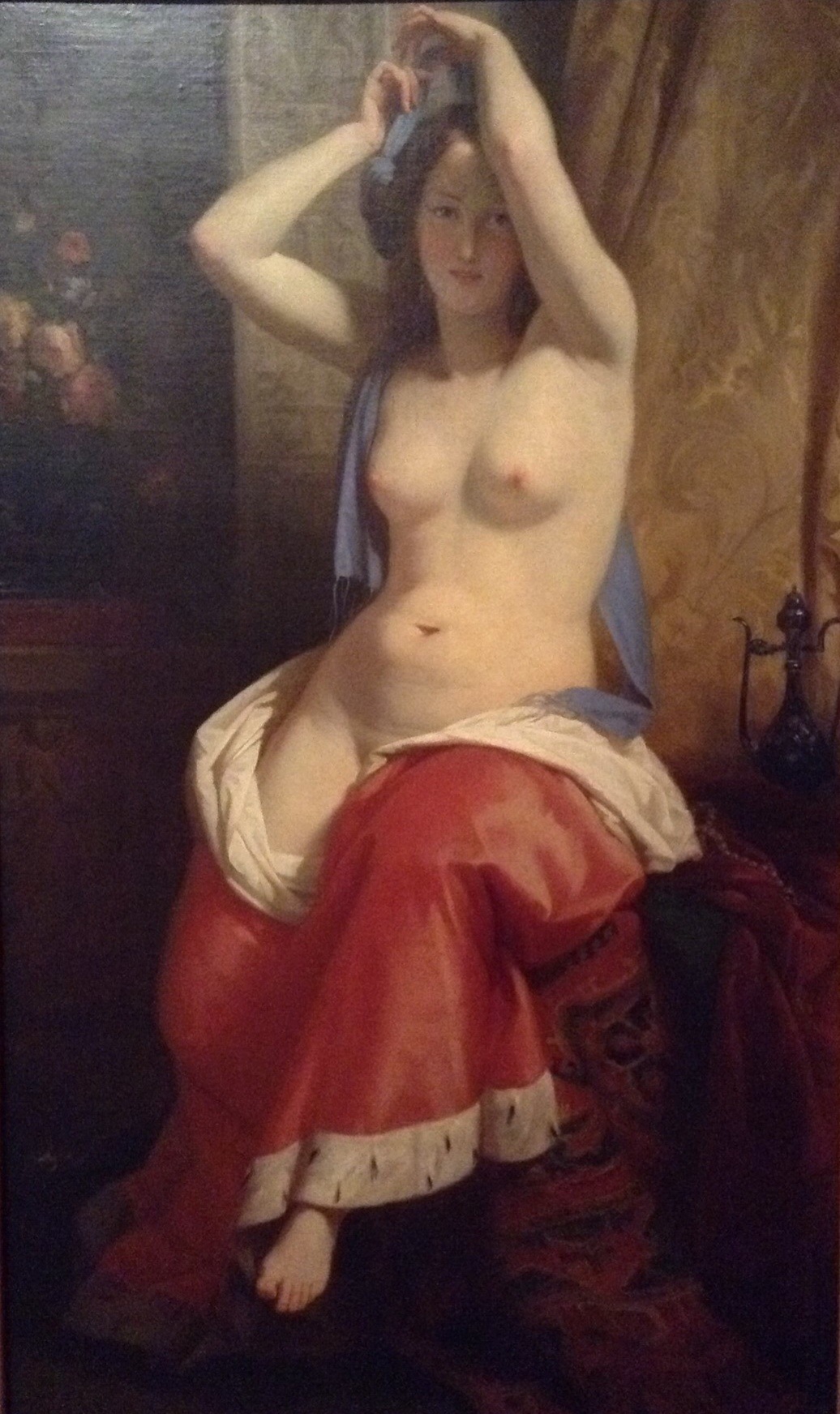
Henri Decaisne, Odalisque, primera meitat del segle XIX
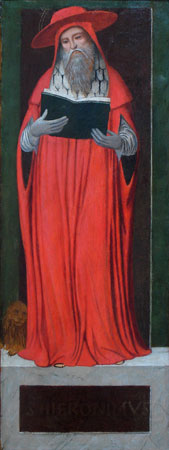
Gaudenzio Ferrari, Hieronymus, primera meitat del segle XVI
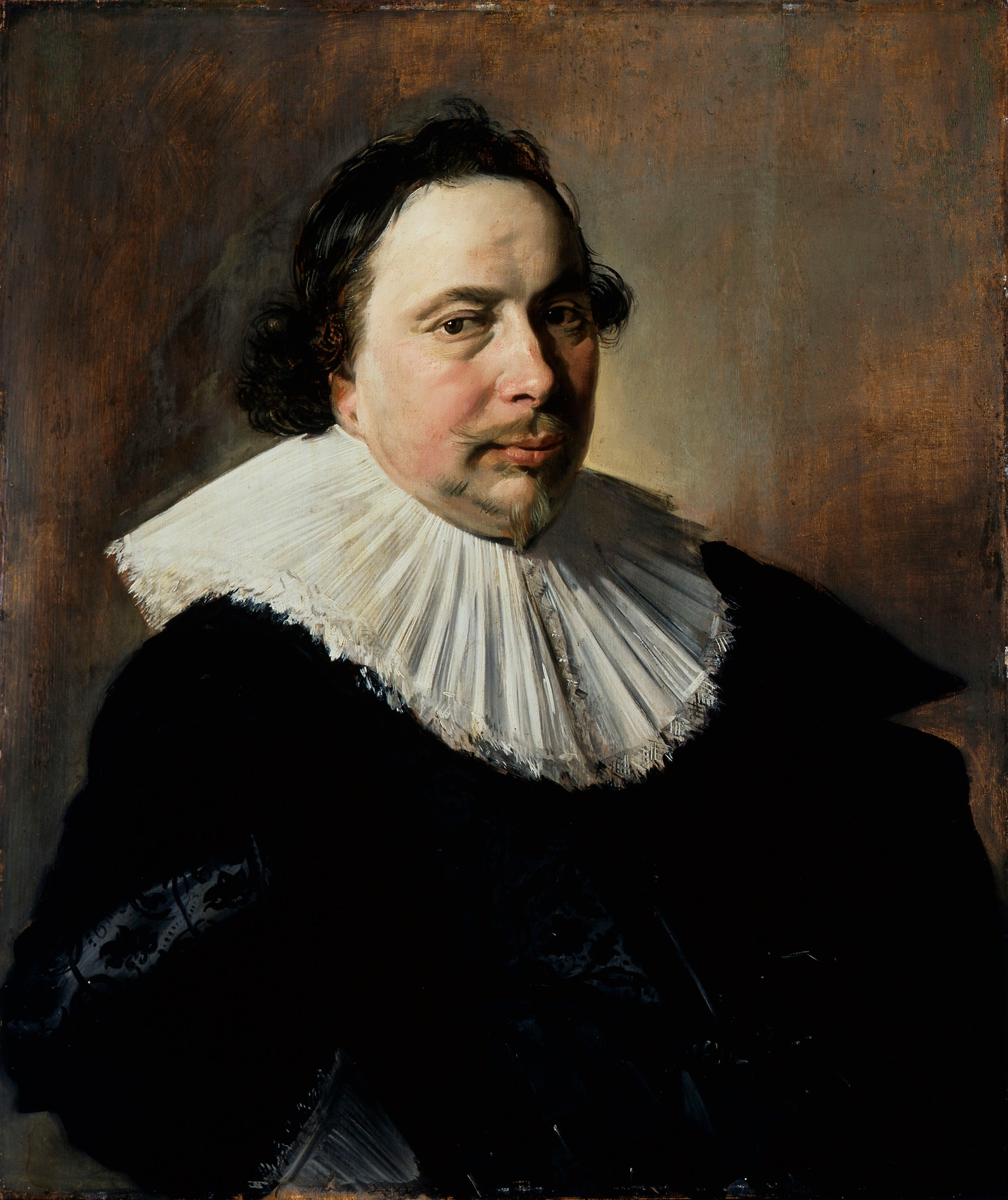
Frans Hals, Home desconegut, 1634
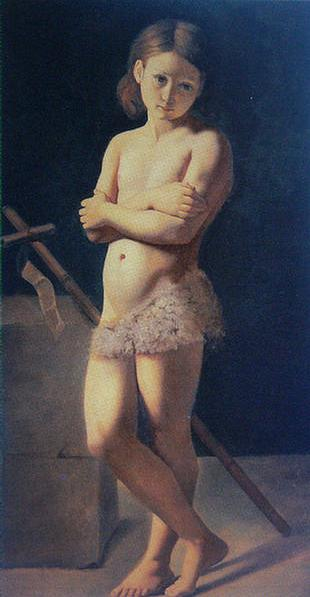
Jean--Au1x-Dominique Ingres, El nen Sant Joan el Baptista, segle 19
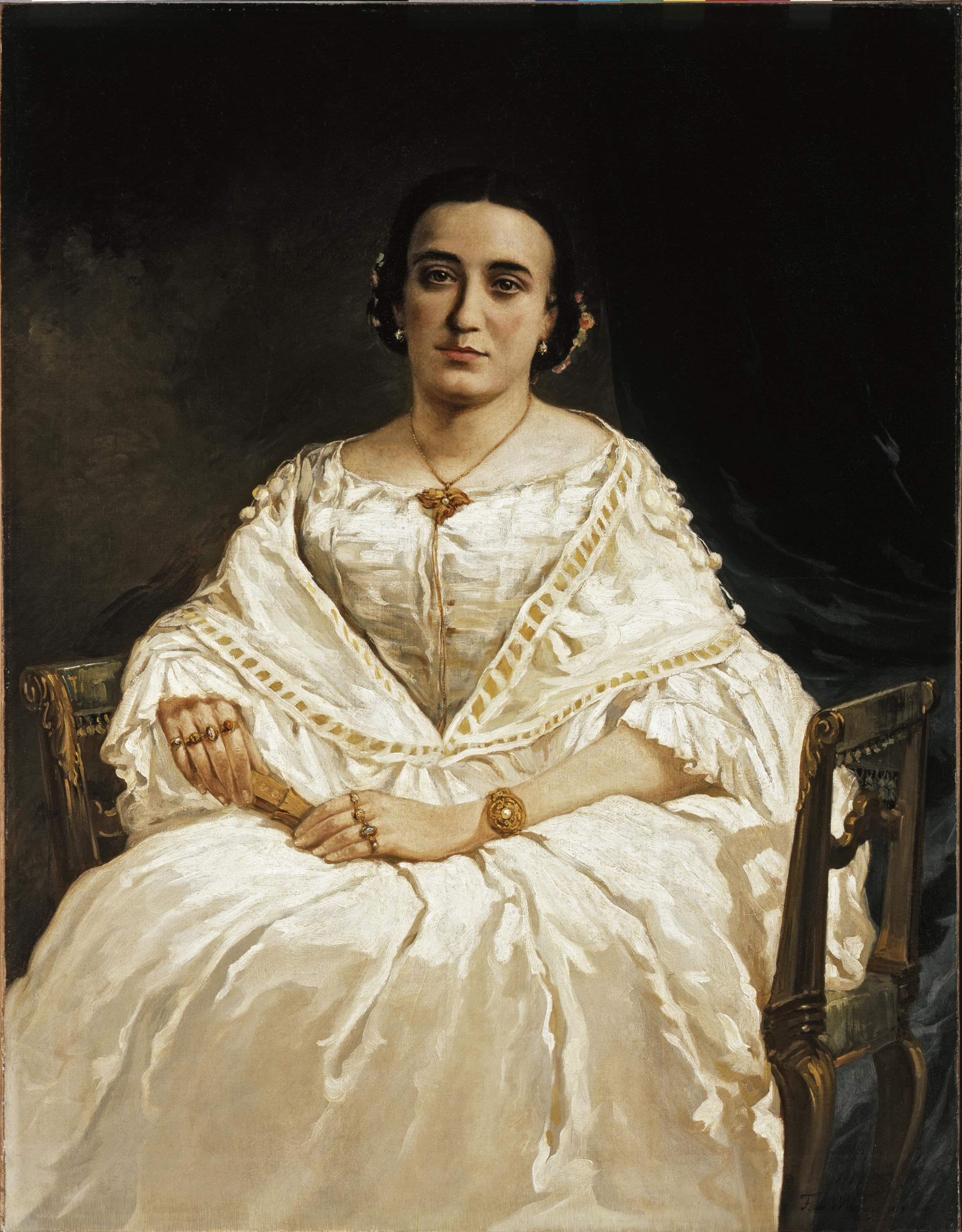
Federico de Madrazo, Dona en Blanco, 1859
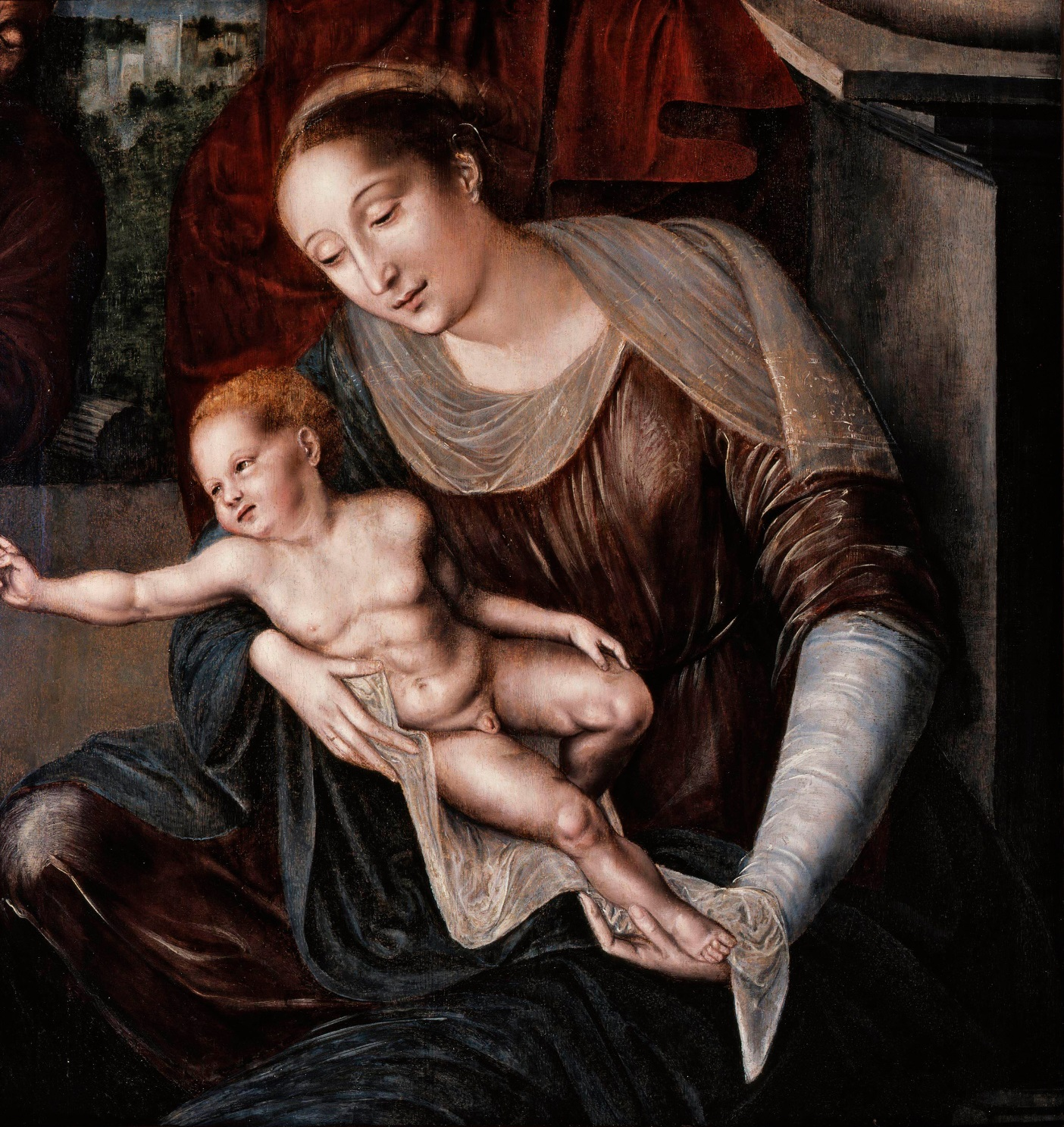
Cercle de Jan Matsys, Madonna i nen, segle XVI
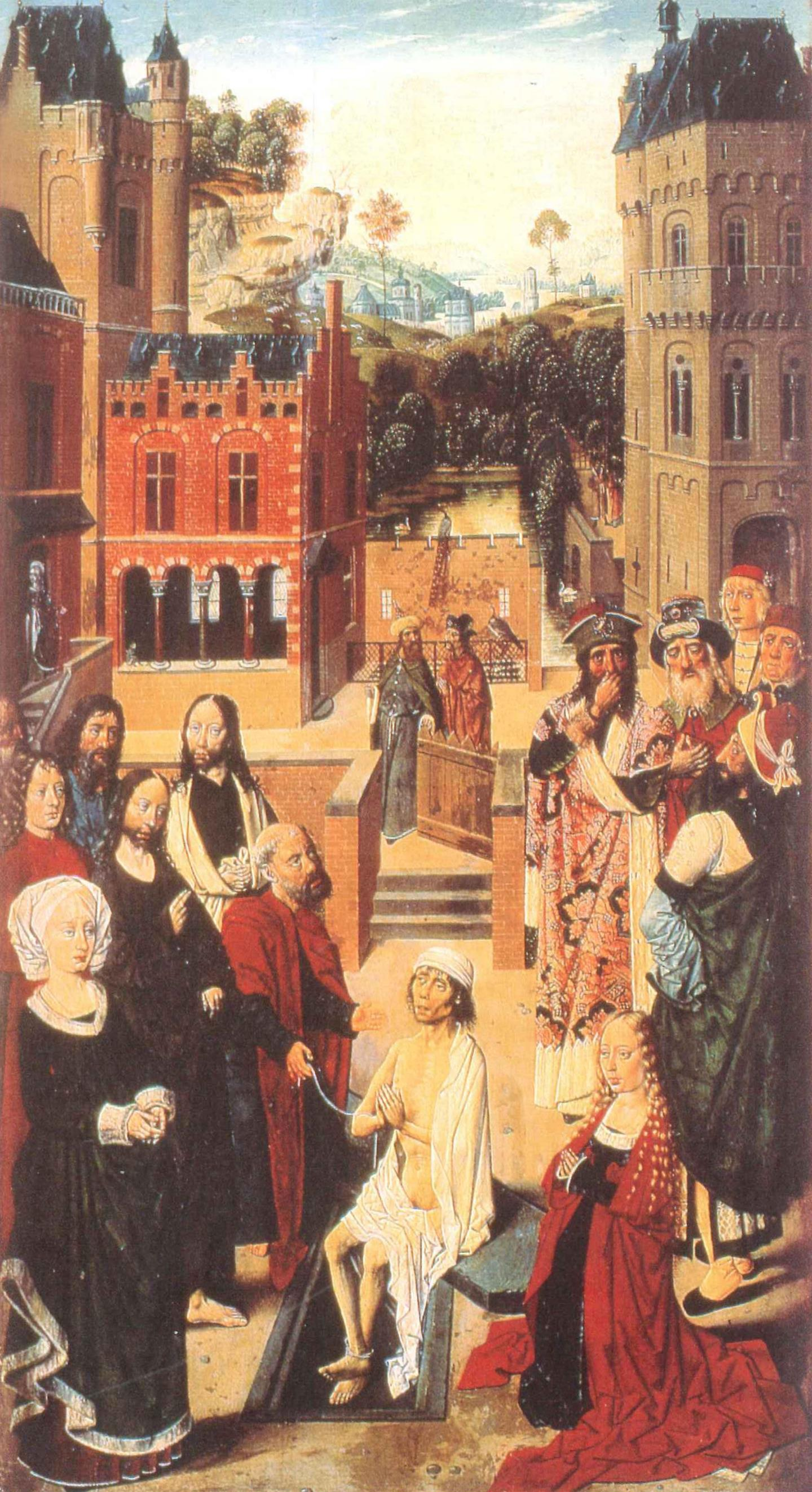
Master of the Tiburtine Sibyl, La resurrecció de Lázaro, ca. 1480
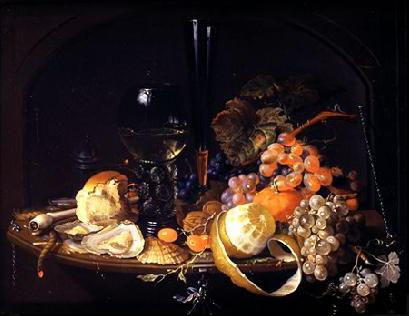
Abraham Mignon, Natura morta, segona meitat del segle XVII
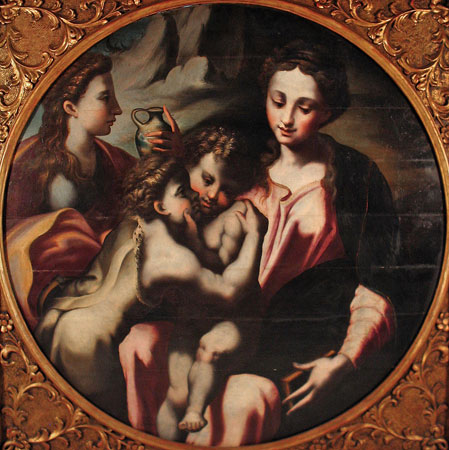
Parmigianino, Sagrada Família, primera meitat del segle XVI
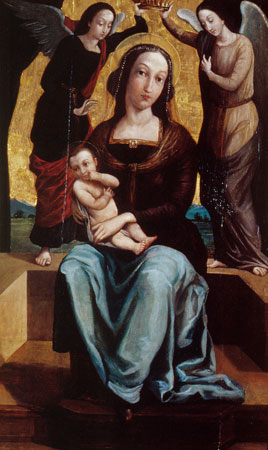
Pietro Perugino, Verge i Nen coronat per dos àngels, primer quart del segle XVI
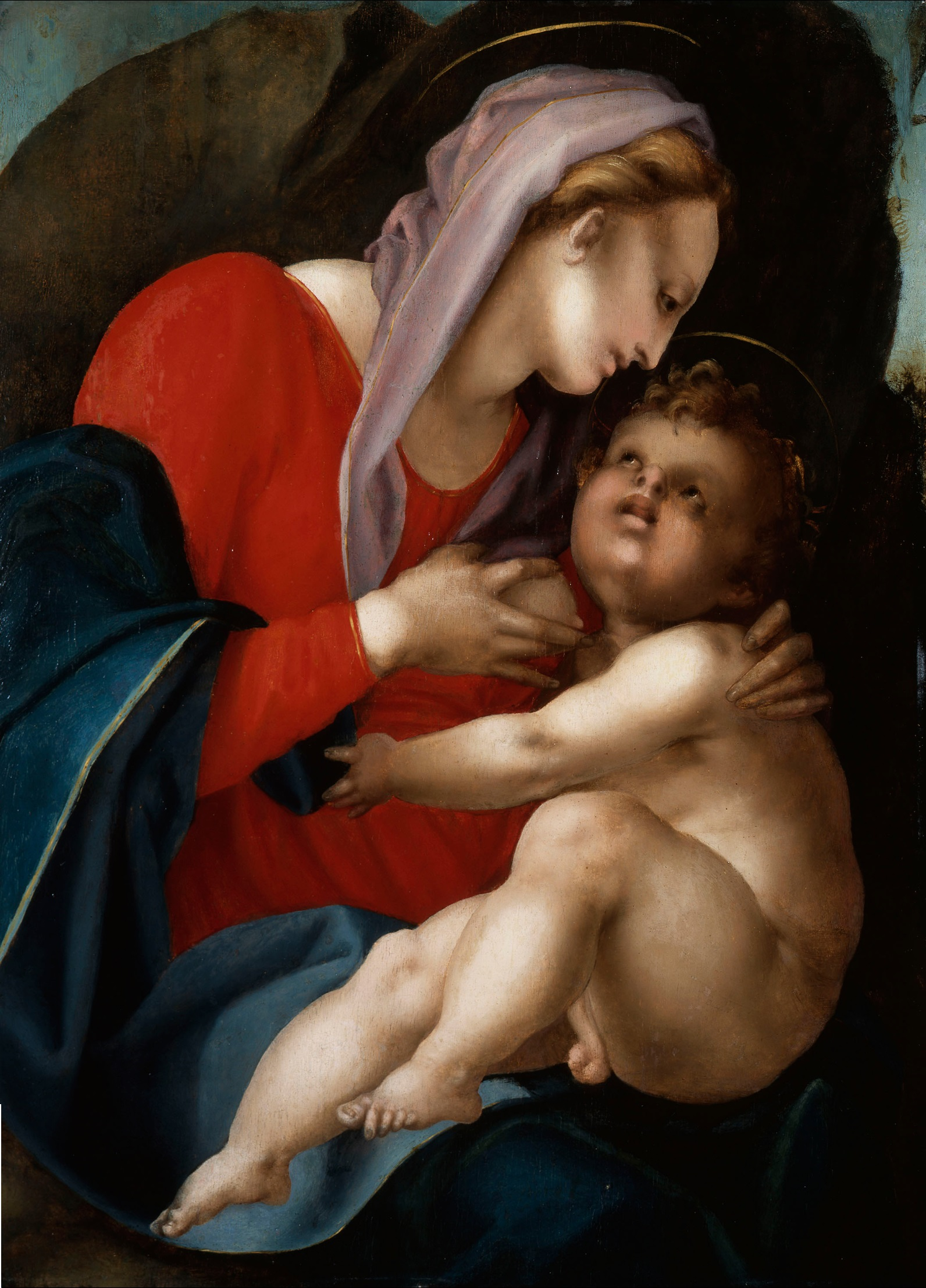
Pontormo, Verge i Nen, segle XVI
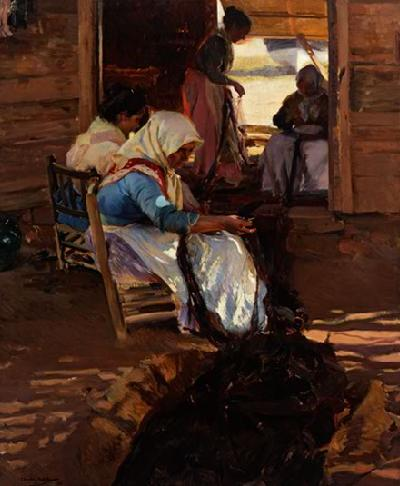
Joaquim Sorolla, Mending nets, 1901
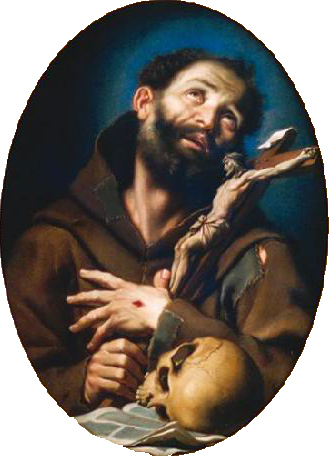
Bernardo Strozzi, Francisco d'Assís, segle XVII
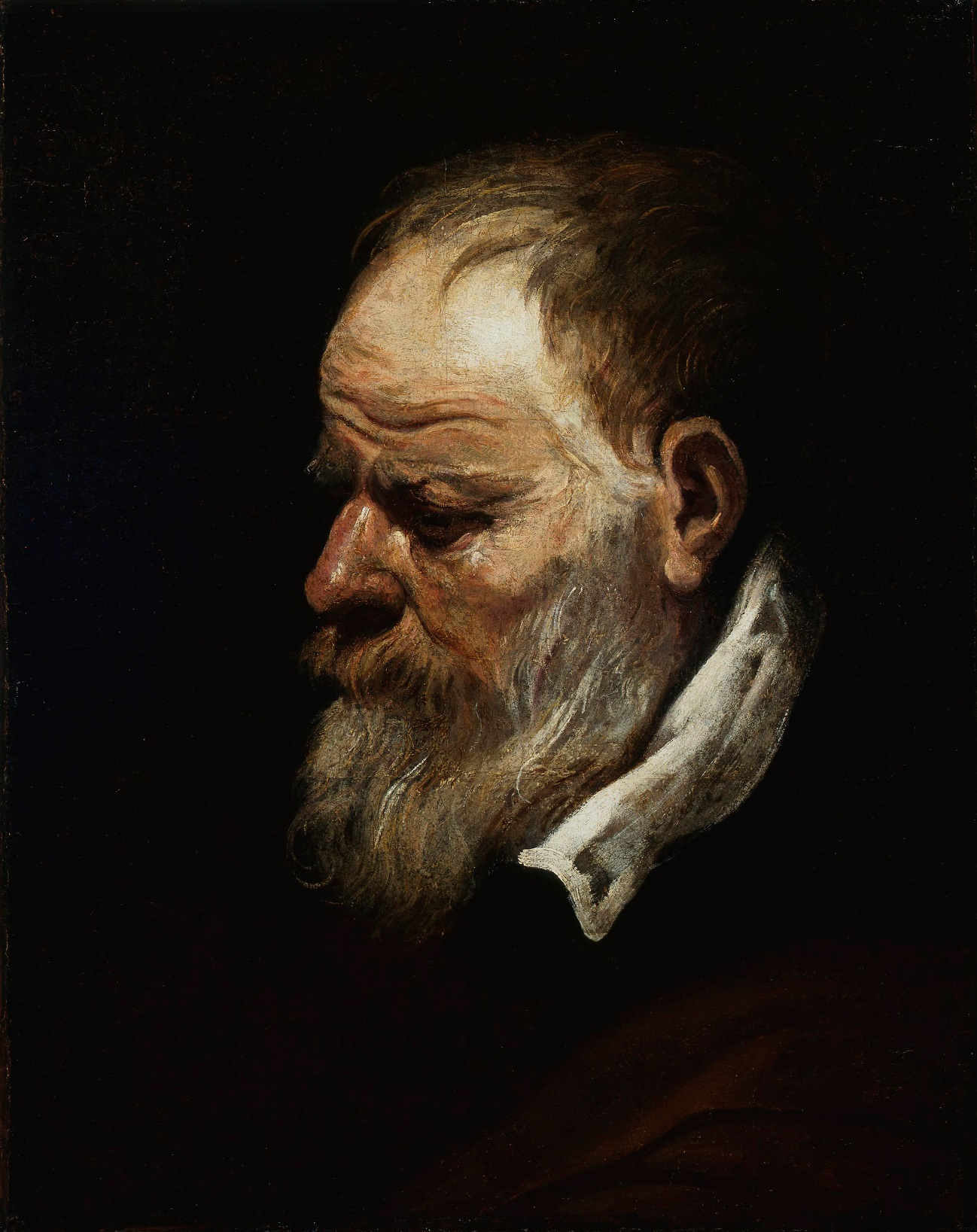
Anthony van Dyck, Cap d'un home barbut, primera meitat del segle XVII
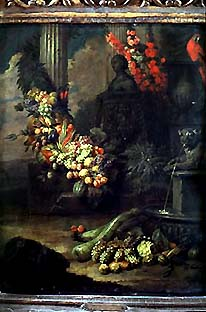
Joris van Son, Natura morta amb verdures i fruites, 1661
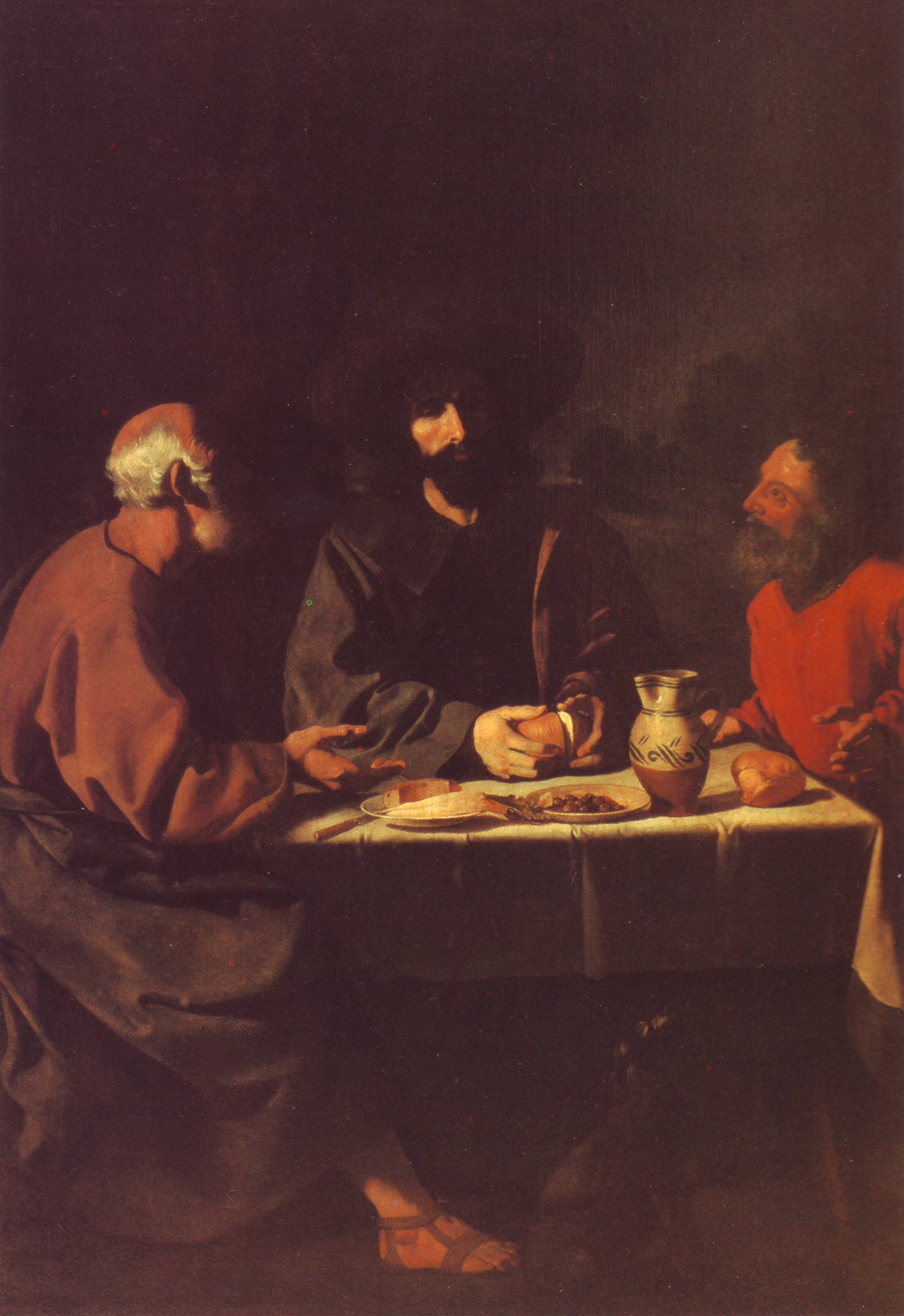
Francisco Zurbarán, Supper en Emaús, segle 17
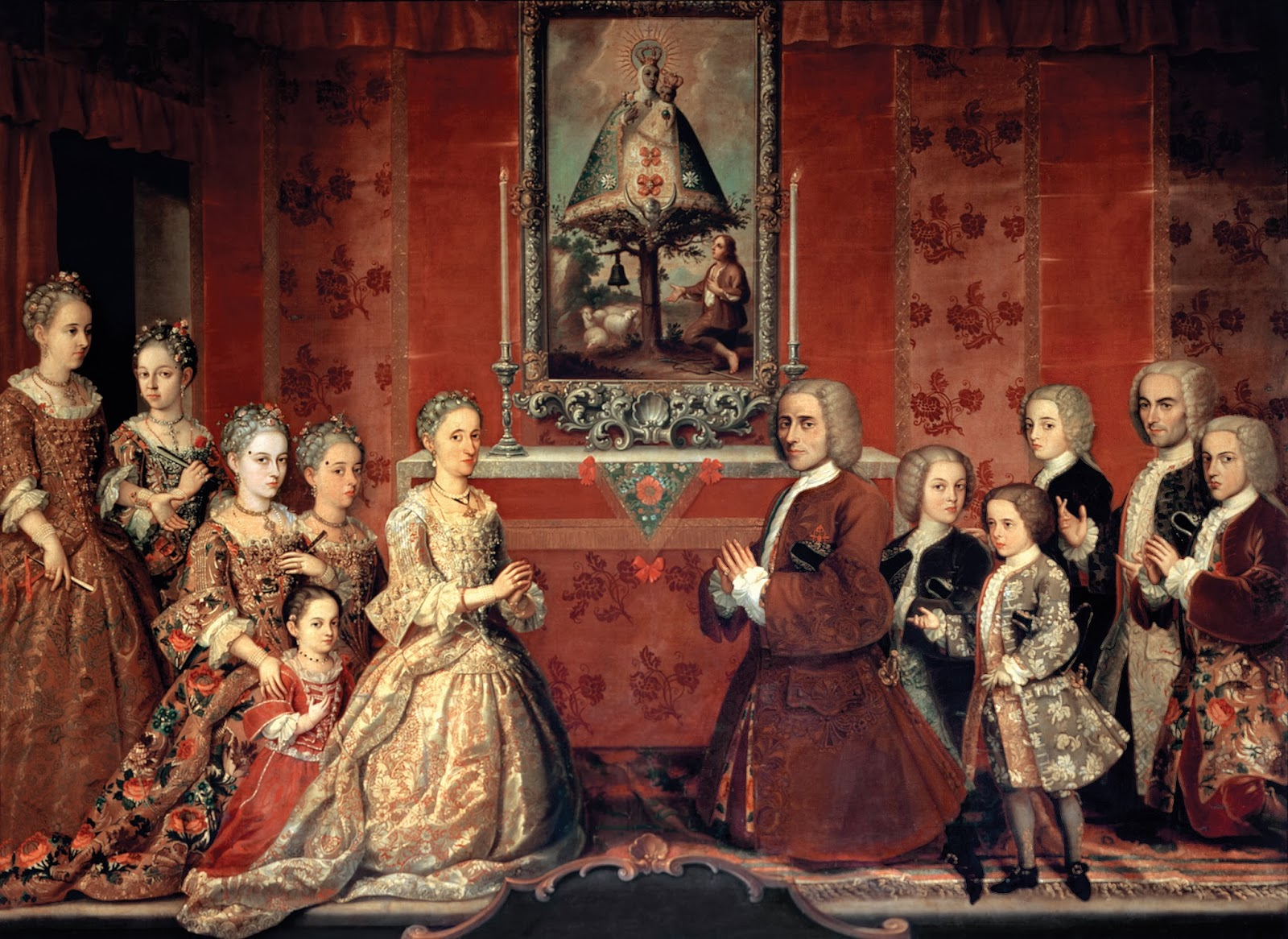
Pintor anònim, retrat de la família Fagoaga Arozqueta -de la Ciutat de Mèxic-, ca. 1735

### Escultures
- James Pradier, Bacchante
- Auguste Rodin, La crida a les armes
- Miguel E. Schulz, Diana
- Manuel Vilar, Charles Borromeo

### Altres
- Batalla, tapís flamenc del segle XVII